# Californium-249
Californium-249 of 249Cf is een instabiele radioactieve isotoop van californium, een actinide en transuraan element. De isotoop komt van nature niet op Aarde voor.
Californium-249 kan ontstaan door radioactief verval van berkelium-249, einsteinium-249 of fermium-253.
{\displaystyle {\ce {{^{249}_{97}Bk}->{^{249}_{98}Cf}+{e^{-}}+{\bar {\nu }}_{e}}}}
{\displaystyle {\ce {{^{249}_{99}Es}->{^{249}_{98}Cf}+{e^{+}}+{\nu }_{e}}}}
{\displaystyle {\ce {{^{254}_{100}Fm}->{^{250}_{98}Cf}+\,_{2}^{4}\alpha }}}

## Radioactief verval
Californium-249 vervalt hoofdzakelijk onder uitzending van alfastraling tot de radio-isotoop curium-245:
{\displaystyle {\ce {{^{249}_{98}Cf}->{^{245}_{96}Cm}+\,_{2}^{4}\alpha }}}
De halveringstijd bedraagt 351 jaar.
237Cf · 238Cf · 239Cf · 240Cf · 241Cf · 242Cf · 243Cf · 244Cf · 245Cf · 246Cf · 247Cf · 248Cf · 249Cf · 249mCf · 250Cf · 251Cf · 252Cf · 253Cf · 254Cf · 255Cf · 256Cf